# Jerry Yan
Jerry Yan, né le 1er janvier 1977 à Taoyuan, est un acteur mannequin et chanteur taïwanais.

## Biographie
Il a le rôle principal en tant que Daoming Si dans les drames taïwanais Meteor Garden et Meteor Garden II, une adaptation d'un manga shōjō japonais. Il est également un ancien membre du groupe de boys band F4,.
Jerry Yan a eu une relation intermittente avec le mannequin Lin Chi-ling pendant de nombreuses années. Jerry a admis avoir retrouvé Lin le 10/11/2017. Cela n'a été ni confirmé ni démenti par Lin.
Environ un an plus tard, cependant, Jerry a refusé de commenter et Lin a nié sortir ensemble.